# Microsoft
Microsoft Corporation (skr. MS; NASDAQ: MSFT) je američka multinacionalna tehnološka tvrtka sa sjedištem u Redmondu (Washington). Osnovne djelatnosti tvrtke obuhvaćaju razvoj, proizvodnju, licenciranje, potporu i prodaju računalnog softvera, potrošačke elektronike, osobnih alata i srodnih usluga. Najpoznatije linije proizvoda uključuju liniju operacijskih sustava Microsoft Windows, paket proizvoda Microsoft Office, preglednike Internet Explorer i Microsoft Edge. Njihov vodeći hardverski proizvod je linija konzola Xbox i linija tableta Microsoft Surface. Microsoft je trenutno (2021.) najveći proizvođač softvera po prihodu, te općenito među najvećim tvrtkama prema tržišnoj kapitalizaciji. Zajedno s tvrtkama Google, Apple, Amazon i Facebook smatra se članom Velike petorke američkih tvrtki u informacijskoj tehnologiji.
Microsoft su osnovali Bill Gates i Paul Allen 4. travnja 1975. godine za razvoj i prodaju BASIC interpretera za računala Altair 8800. Uspjeli su dominirati tržištem operacijskih sustava za osobna računala proizvodima MS-DOS sredinom 1980-ih, te kasnije Microsoft Windows. Početna javna ponuda dionica tvrke u 1986. i naknadni rast njihove cijene, stvorila je tri milijardera, a procjenjuje se da je oko 12 tisuća njihovih zaposlenika postalo milijunašima. Od 1990-ih, Microsoft se značajno diverzificirao od tržišta operacijskih sustava, obavivši nekoliko pripajanja drugih tvrtki, najveća od kojih su Skype Technologies u svibnju 2011. za 8,5 milijardi dolara i LinkedIn u prosnicu 2016. za 26,2 milijardi dolara.
Od 2015. godine, Microsoft je dominantan na tržištu operacijskih sustava koji su kompatibilni s IBM PC-em, kao i uredskih softverskih paketa (Microsoft Office), iako su izgubili veliki dio tržišta operacijskih sustava zbog Android operacijskog sustava. Tvrtka također proizvodi širok raspon drugih potrošačkih programa za stolna računala i poslužitelje (servere), te je aktivan u područjima internetske pretrage (Bing), industrije videoigara (Xbox, Xbox 360 i Xbox One), digitalnih servisa (MSN), mješovite stvarnosti (HoloLens), računarstva u oblaku (Azure) i softverskog razvoja (Visual Studio). Od 2010. do 2017. Microsoft se neuspješno okušao na tržištu operacijskih sustava za pametne telefone proizvodom Windows Phone. U lipnju 2012. Microsoft je ušao na tržište osobnih računala po prvi puta pokretanjem serije tableta Microsoft Surface.

## Povijest
Prvi Microsoftov proizvod bio je BASIC prevoditelj (eng. interpreter) za prvo komercijalno osobno računalo Altair 8800. Godine 1977. proizveli su i program-prevoditelj (eng. compiler) za programski jezik Fortran. U 1978. godini, otvorili su prvi prekomorski prodajni ured u Tokyu u Japanu, a prihod od prodaje te je godine premašio milijun dolara. Godine 1979. prebacuju težište razvoja na softver za 16-bitne mikroprocesore i na njima zasnovana računala. Pravi početak uspona Microsofta u vodeću softversku tvrtku počinje 1981, kada je IBM izbacio na tržište osobno računalo IBM PC. Računalo je koristilo Microsoftov operacijski sustav MS-DOS 1.0 i Microsoftove programske jezike Cobol, BASIC i Pascal. Microsoft je zadržao autorska prava na sav navedeni softver pa je rast popularosti IBM PC računala i njegovih kopija izravno pridonio rastu Microsofta.

## Neki Microsoftovi proizvodi
Microsoft Windows je operacijski sustav za računala zasnovana na IBM PC standardu. Postoje brojne verzije za različite namjene, od osobnih računala do mrežnih poslužitelja (servera). Zbog planetarne raširenosti i popularnosti kopija IBM PC računala, operacijski sustavi Windows smatraju se glavnim Microsoftovim proizvodom.
Internet Explorer je internetski preglednik kojeg je razvila tvrtka Microsoft, te sastavni dio Microsoft Windows operativnih sustava. Od 1999. godine, je najrašireniji internetski preglednik.
Windows Media Player je program za preslušavanje i pregled medijskih sadržaja. 
Microsoft Office je softver za uredski rad. Uključuje program za obradu teksta Word, tablični kalkulator Excel, uredsku bazu podataka Access, program za izradu prezentacija PowerPoint te alat za izradu jednostavnih web stranica FrontPage.
Microsoft Visual Studio je serija Microsoftovih alata za razvitak softvera. Radi se o korisničkim sučeljima (namijenjenim ugodnijem radu programera) povezanim s jezičnim procesorima koji podržavaju rad s raznim programskim jezicima. Najčešći su Microsoft Visual Basic, C++ i C#. Visual Studio podržava i dizajnerski pristup izradi programskog koda - onaj u kojemu kod ne treba pisati, nego se programiranje može obavljati raspoređivanjem grafičkih ikona koje simboliziraju dijelove koda pri čemu se upisuju samo neke osnovne značajke (eng. Properites) tih dijelova koda.
Microsoft SQL Server jest vrlo moćna i suvremena relacijska baza podataka. Osim samog pogona baze (eng. database engine), obuhvaća dodatne alate: konzolu za upravljanje bazom Enterprise Manager, konzolu za upite Query Analyzer te nadzorni alat Profiler. Microsoft Desktop Engine (MSDE) jest besplatna verzija pogona baze koja ne obuhvaća dodatne alate. Za MSDE su razvijeni neki besplatni programi nalik dodatnim alatima Microsoft SQL Servera.
Pocket PC je oznaka softversko-hardverskog standarda za vrstu ručnih računala ili dlanovnike. Veliki dio Pocket PC dlanovnika pokreće Microsoftov Windows CE operacijski sustav, verzija Windowsa posebno pisanog za ručna računala. Pocket PC dlanovnici imaju i svoje posebne verzije ostalog Microsoftovog softvera, od posebno prilagođenog Officea do dlanovničke verzije SQL Servera zvane Microsoft SQL Server CE.

## Tržište i utjecaj
Microsoft danas drži znatan dio tržišta operacijskih sustava, internetskih preglednika, uredskog softvera i razvojnih alata. 
Na tržištu operacijskih sustava namijenjenim osobnim računalima, Windowsi drži daleko najveći dio tržišnog udjela. Na tržištu operacijskih sustava namijenjenih poslužiteljima (serveri), Microsoft je pak suočen sa snažnom konkurencijom drugih operacijskih sustava.
Microsoftov internetski preglednik Internet Explorer raširen je prije svega zato što dolazi upakiran u novije verzije Windows operacijskih sustava. Takva vrsta isporuke rezultirala je optužbom Microsofta za monopolizam na američkom sudu.
Microsoft je dominantan i na tržištu uredskih programa sa svojim paketom Microsoft Office.

## Srodni tekstovi
- MS-DOS
- QBasic
- Visual Basic
- Microsoft Windows
- Internet Explorer
- Europska unija protiv Microsofta
- Bing
- Skype
- Windows Phone